# Mécheria
Mecheria là một đô thị thuộc tỉnh Naama, Algérie. Dân số thời điểm năm 2002 là 52.898 người.